# XHEJE-FM
XHEJE-FM es una estación de radio localizada en la ciudad de Dolores Hidalgo, Guanajuato.
Actualmente funciona con el nombre de Radio Reyna y transmite en los 96.3 MHz de la banda de frecuencia modulada (FM) con 6 000 watts de potencia.

## Historia
XHEJE inició como XEJE-AM 1370 con una concesión otorgada el 18 de junio de 1964 a Luis Ríos Castañeda, inicialmente la estación tenía 500 watts de potencia. El 11 de marzo de 1966 se cambió el nombre a Radio Libertad a cargo de Roberto Nájera y en 1981 la empresa fue adquirida por Alejandro Reyna García, siendo administrada hasta la actualidad por las familias Reyna y López Montellano en conjunto, asignando a la estación varios nombres a lo largo del tiempo: La Nueva 1370, La Consentida, Tu Estación, Radio Reyna La Gigante del cuadrante y actualmente Radio Reyna Mi Radio.